# Ruta Estatal de California 207
La Ruta Estatal de California 207, abreviada SR 207 (en inglés: California State Route 207) es una carretera estatal estadounidense ubicada en el estado de California. La carretera inicia en el Sur desde la SR 4  cerca de Bear Valley en sentido Norte hasta finalizar en el Monte Reba. La carretera tiene una longitud de 2,2 km (1.360 mi).

## Mantenimiento
Al igual que las autopistas interestatales, y las rutas federales y el resto de carreteras estatales, la Ruta Estatal de California 207 es administrada y mantenida por el Departamento de Transporte de California por sus siglas en inglés Caltrans.